# Уильямс, Куини
Куини Уильямс (англ. Queenie Williams; 17 ноября 1896 — 9 июня 1962, Лос-Анджелес), также известная как Маленькая Куини Уильямс, а позже как Ина Уильямс – австралийская детская актриса, певица, комик и танцовщица.

## Ранняя жизнь
Альфреда Ина Уильямс родилась в Футскрей, недалеко от Мельбурна, в 1896 году, в семье Фрэнка Уильямса и Энни Армстронг Уильямс. Она тренировалась как танцовщица у Уильяма Грина и Флорри Грин в Мельбурне.

## Карьера
Уильямс появилась в фильме «Роковая свадьба» (1906), совершив поездку по Австралии и Новой Зеландии. Она также снималась в фильмах Мейнелла и Ганна «Жена повесы» (1906—1907), «Серая Кимона» (1907), «Маленький кормилец» (1908) и «Старики дома» (1909).
Начиная с 1912 года, она гастролировала с юношеской оперной труппой Полларда в США и Канаде до и во время Первой мировой войны. Она также стала сольным исполнителем короткого музыкального комедийного скетча под названием «Замужем по беспроводной связи». Она была известна своим небольшим ростом и навыками танцовщицы, её певческий голос был «широкого диапазона, адекватной громкости и нежно-сочувствующего качества».
После войны, будучи молодой женщиной, она использовала имя «Ина Уильямс» на сцене водевиля в Северной Америке. Некоторыми из её других партнёров в актах водевиля были Хэл Скелли, Тедди Макнамара (в «Путеводителе Монте-Карло»), Дик Кин, Джонни Дули и Джере Делани. Она ушла со сцены в 1932 году.

## Личная жизнь
Куини Уильямс вышла замуж за театрального менеджера Эрнеста Честера в 1914 году. Они были разведены к концу 1919 года. В 1923 году она снова вышла замуж за инженера Чарльза Стечера. У них родилась дочь, и они жили в Нью-Джерси. Ина «Куини» Уильямс умерла в 1962 году в Лос-Анджелесе в возрасте 65 лет.